# Chyromya robusta
Chyromya robusta is een vliegensoort uit de familie van de Chyromyidae. De wetenschappelijke naam van de soort is voor het eerst geldig gepubliceerd in 1931 door Hendel.